# Fenetylgrupp

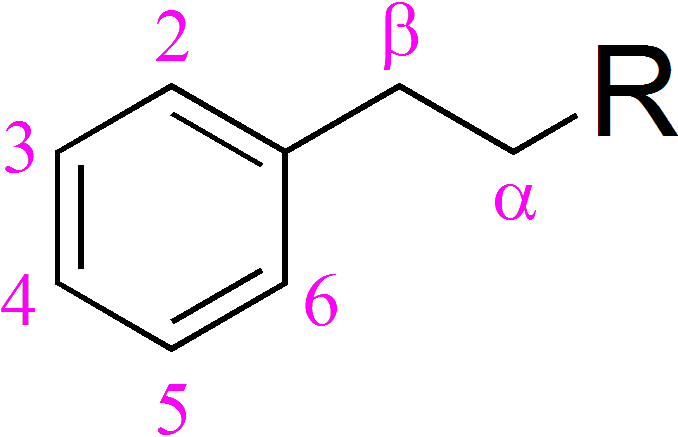
Fenetylgruppen med lokanter i lila.

Fenetylgruppen är en kemisk besläktad med bensylgruppen och är härledd ur etylbensen. Flera derivat av fenetylgruppen är betydelsefulla exempelvis fenetylamin. Fenetylgruppens namn kan härledas ur 2-fenyletyl.